# 한게임 장기 챔피언스리그
한게임 장기 챔피언스리그는 온라인 게임 포털 사이트인 한게임에서 치러진 장기 기전 및 이벤트이다. 2007년부터 시작하였다.

## 대회 개요
- 주관: 사단법인 대한장기협회
- 주최 및 후원: 한게임
- 특이사항: 대한장기협회에서 선발한 프로 장기 기사들이 한게임 장기 초고수방에서 풀리그를 펼침.

### 대회 방식
- 자유시간: 자유시간 각자 30분, 초읽기 40초 3회.
- 제한시간: 총 대국시간 제한 없음.
- 1국이 끝난 후 10분후에 선수(先手)를 바꿔 두 번째 대국을 함
- 풀 리그전이 치러진 뒤, 최종 합산 성적 상위 3명을 선발. 합산 점수 상위 2/3위 끼리 3번기 대국을 하여 승자가 1위와 5번기 대국을 함.

## 대회 결과

### 1회 (2007)
선발된 장기 기사 (7명): 이점섭, 김경중, 김기영, 김동학, 송종일, 조용희, 성우제
우승: 김동학
준우승: 김경중
3위: 김기영

### 2회 (2008)
선발된 장기 기사 (6명): 차선균, 김경중, 김기영, 김동학, 이양근, 김현기.
우승: 차선균
준우승: 김기영
3위: 김동학

### 3회 (2009)
선발된 장기 기사 (6명): 허금산, 허석조, 이양근, 이남춘, 황문수, 공현선.
- 원래 이창원프로가 선발이 되었으나, 참가 포기. 공현선 프로가 대체.[3]

우승: 허금산
준우승: 황문수
3위: 이양근

### 4회 (2010)
선발된 장기 기사 (8명): 공현선, 김경중, 김동일, 김동학, 안동건, 윤정보, 허금산, 황문수
우승: 김동학
준우승: 허금산

### 5회 (2011)
본선에 진출한 장기 기사 (8명): 김경중, 이남춘, 송종일, 허금산, 하성호, 김동학, 차선균, 김영윤
우승: 차선균
준우승: 김경중